# قد رخامي
إسقلبين رخامي (الاسم العلمي: Cottus klamathensis) (بالإنجليزية: marbled sculpin)‏ هو نوع من الأسماك يتبع جنس القد من الفصيلة القديات.